# 高田明 (競艇選手)
高田明（たかだ あきら、1985年4月23日 - ）は、佐賀県出身の競艇選手。
登録番号4624。血液型O型。107期。佐賀支部所属。同期に、近江翔吾、遠藤ゆみらがいる。

## 来歴
- 2010年11月、唐津競艇場の一般競走でデビュー(5着)。
- 2010年12月、唐津競艇場の佐賀県選手権で水神祭を飾る(4号艇・6コース、決まり手はまくり差し)。
- 2012年9月16日、唐津競艇場で行われた開設59周年記念全日本王者決定戦でG1初出場、G1初勝利を飾る。
- 2014年1月、唐津競艇場で行われたNewYearバトルで初優出、初優勝(1号艇、決まり手は逃げ)。

## 人物・エピソード
- 中学時代、剣道2段の腕前で佐賀県大会団体戦準優勝を経験。
- 高校時代にボートレースからつで見た峰竜太の走りに衝撃を受け、ボートレーサーを目指す。近畿大学卒業後にやまと学校に入学[1]。
- 師匠も峰竜太である。
- 106期として入学するもケガにより、107期としてデビュー。